# Sinularia discrepans
Sinularia discrepans är en korallart som beskrevs av Tixier-Durivault 1970. Sinularia discrepans ingår i släktet Sinularia och familjen läderkoraller. Inga underarter finns listade i Catalogue of Life.